# Shelbyville (Illinois)
Shelbyville es una ciudad ubicada en el condado de Shelby en el estado estadounidense de Illinois. En el Censo de 2010 tenía una población de 4700 habitantes y una densidad poblacional de 452,31 personas por km².

## Geografía
Shelbyville se encuentra ubicada en las coordenadas 39°24′34″N 88°47′56″O / 39.40944, -88.79889. Según la Oficina del Censo de los Estados Unidos, Shelbyville tiene una superficie total de 10.39 km², de la cual 9.91 km² corresponden a tierra firme y (4.64%) 0.48 km² es agua.

## Demografía
Según el censo de 2010, había 4700 personas residiendo en Shelbyville. La densidad de población era de 452,31 hab./km². De los 4700 habitantes, Shelbyville estaba compuesto por el 98.26% blancos, el 0.34% eran afroamericanos, el 0.26% eran amerindios, el 0.32% eran asiáticos, el 0.06% eran isleños del Pacífico, el 0.28% eran de otras razas y el 0.49% pertenecían a dos o más razas. Del total de la población el 1.34% eran hispanos o latinos de cualquier raza.